# 井上長者館跡
井上長者館跡（いのうえちょうじゃやかたあと）は、茨城県行方市井上にある居館跡の遺跡。航空写真から遺構の平面輪郭がクロップマークまたはソイルマークとして認められたことにより、その存在が知られた遺跡である。

## 概要

### 立地・環境
同遺跡は、霞ヶ浦と北浦に挟まれた標高33メートル程の台地（行方台地）面に位置する。西からは霞ヶ浦に注ぐ小河川の谷が枝状に入り込み、東からは北浦に注ぐ山田川水系の谷地形が入り込んでいるが、遺跡の地点は概ね平坦な面である。現状は畑であり、地表での表示物となる遺構はまったく視認できない。

### 発見の経緯
遺跡は、1962年（昭和37年）にこの台地の地籍調査のために空撮された航空写真によって発見された。写真には、茨城県道50号水戸神栖線西側にある畑の地表面に、クロップマークないしソイルマークらしき南北約100メートル・東西約100メートルの二重正方形のラインが、主軸を北東側にやや傾けて、はっきりと写っていた。これは現在の遺跡調査における航空写真による遺跡判読の好例としても引用されている。
この付近は「長者郭」という小字地名が残っており、古代瓦が表採されることで知られていた。また高野家に伝わる史料『高野助右衛門家文書』の中に「金塚長者郭の図」と呼ばれる製作年代不明の絵図面があり、これに描かれた正方形の二重堀を持つ居館跡の平面図が、発見遺構と酷似していたことから話題となった。なお発見当時の記録によると、学習院大学が発掘調査をしたとされているが、現在同大学には調査の記録類が確認できないという。
なおこのような、クロップまたはソイルマークから遺構が確認された他の居館遺跡の類例としては、宮城県多賀城市南宮に所在し室町時代後期の留守氏居館と推定されている「内館館跡」（うちだてたてあと）がある。また居館以外では、鹿児島県曽於郡大崎町の横瀬古墳（国の史跡）で、墳丘裾の水田上に埋没した2重周溝が確認された事例がある。他にも埼玉県行田市埼玉古墳群（国の特別史跡）の埼玉稲荷山古墳（前方後円墳）では、発掘調査報告書（『埼玉稲荷山古墳』1980年刊）掲載の1968年（昭和43年）撮影の航空写真（図版二）の中に、長方形の周溝や失われた前方部、またその周囲の消滅円墳の痕跡が写り混んでいる。

## 発掘調査
1989年（平成元年）12月14日から1990年（平成2年）1月27日にかけて、玉造町遺跡調査会（玉造町教育委員会）が遺構規模の把握を目的としたトレンチ調査を行った。航空写真に基づいて、東西南北すべての二重ラインが見える位置に、ラインに直交する向きのトレンチ（試掘坑）を入れた結果、断面が逆台形をした幅4メートル前後の二重の空堀が検出され、奈良・平安時代の須恵器や瓦などの遺物が覆土中から検出された。調査結果から復元される外堀の規模は、東西120.5メートル、南北119.72メートルを測るほぼ正方形のプランで、主軸方向は北東に18度傾いていることが判明した。
西側に入れた2本のトレンチの内、1本では堀が検出されなかったが、これは居館外から内部に入る陸橋（土橋）部分であったためとみられ『高野助右衛門家文書』「金塚長者郭の図」の方形居館図でも東西の辺では空堀の1ヶ所に陸橋らしい堀の切れ目が描かれており、これと一致するとされる。
調査報告では出土遺物の種類や年代から、遺構の年代を8世紀から10世紀頃の古代と捉えているが、中世居館と記載するものもある。

## 関連文献
- 玉造町郷土文化研究会『玉造町史料写真集』玉造町郷土文化研究会、1976年3月、97頁。